# Historia de las misiones
Dentro de la historia de la Iglesia o de la historia del cristianismo, la historia misionera tiene un papel preponderante en el campo de la misionología (ciencia de las misiones), participando de manera importante en la expansión y la propagación del cristianismo.

## El cristianismo primitivo
En el evangelio según San Mateo se encuentra la muy citada encomienda de ser misioneros:
Me ha sido dado todo el poder en el cielo y en la tierra; id, pues; enseñad a todas las gentes, bautizándolas en el nombre del Padre y del Hijo y del Espíritu Santo, enseñándoles a observar todo cuanto yo os he mandado. Yo estaré con vosotros siempre hasta la consumación del mundo.  (Mt 28,18-20 EU).
Jesús de Nazaret actuó durante dos o tres años en el ámbito judío, antes que sus discípulos judíos. Después de su muerte la comunidad judeocristiana se aferró al recuerdo de la “cena con los apóstoles”, tomado del pensamiento mesiánico de la Pascua, y esperaban su regreso. Un importante líder fue el apóstol Santiago. En esos tiempos no solamente había judíos en Palestina, sino también en la diáspora en Asia Menor, Grecia e Italia, y durante un breve periodo también hubo proselitismo judío. Se estima que la población judía representaba el 7% de la población total del Imperio Romano de esa época.
Su conocimiento del Tanaj, que los cristianos llamaron Antiguo Testamento, era de gran utilidad para comprender el credo cristiano, y por ello los líderes del joven movimiento cristiano eran en su mayoría judíos, como por ejemplo Pablo. Con su teología y su misión (alrededor de 50 d. C.) se produjo un mayor desprendimiento del judaísmo, y con ello comenzó la etapa esencial en la independencia del cristianismo. 
La gran guerra judía contra los romanos (66–70 d. C.) fortaleció el ambiente que determinaría el fin de una era; a causa de la catástrofe de la destrucción del Templo también el judeocristianismo, atado a las tradiciones judías, perdió importancia dentro del marco del movimiento cristiano. Entre los autores de los textos posteriores al Nuevo Testamento, como por ejemplo los santos padres, casi ya no había judíos, y muy pocos tenían conocimientos de la lengua hebrea.

## El cristianismo de los gentiles
Para la expansión del culto cristiano fue importante el empleo de la lengua griega, la cual era la lengua comercial más importante en el Imperio Romano. Todos los libros del Nuevo Testamento fueron redactados en griego. Un importante centro para la expansión del culto cristiano también entre no los judíos (o gentiles) era Antioquía, en Siria.  En ese lugar los discípulos de Jesús recibieron por primera vez el nombre de “cristianos” (Christianoi) (Apg 11,26 EU). De ahí partieron Bernabé y Pablo para su primer viaje misionero. Al principio llegaron a algunas ciudades, pero desde ahí se comenzó  la expansión también a las áreas rurales.
La expansión del culto cristiano siguió con prontitud: alrededor de 55 d. C. una gran parte de la población de Éfeso era cristiana, de manera que los orfebres, que sufrían por la reducción de sus ingresos, protestaron contra Pablo  (Apg 19,23-29 EU). Éste contactó a la comunidad en Roma porque necesitaba su apoyo para una misión en España, pues ya no tenía campo de acción en el Imperio Romano Oriental (Röm 15,18-24 EU).

## Las misiones en la Edad Media
En la Europa del siglo VI a VIII, la expansión del cristianismo fue empujada especialmente por las misiones celtas-irlandesas y las anglosajonas. Originalmente fueron introducidas por Gregorio Magno, y más adelante fueron figuras importantes Galo y Bonifacio.
En el oriente cristiano estuvieron activas varias órdenes católicas durante la época de las cruzadas. Algunos establecimientos, como por ejemplo el convento Balamand, son prueba de la presencia de los cistercienses en el siglo XII, en el actual Líbano.

## Las misiones católicas a partir de 1500
Las misiones tuvieron un papel muy importante en la política colonial española y portuguesa, sobre todo entre la población indígena de América, Asia y África.
La Orden Franciscana (OFM) estuvo activa en México desde principios de la década de 1520, en especial a partir de 1524, cuando llegaron los doce clérigos.
Tiempo después, se sumaron diversas órdenes católicas, tales como la Orden Dominicana y la Orden de San Agustín.
Son especialmente conocidas las misiones jesuitas en Paraguay; sin embargo, también hubo activas misiones en otras partes del imperio colonial español; tal es el caso de Bolivia en las regiones de Mojos y Chiquitos; en Chile, en la isla Chiloé; en la región amazónica, especialmente en las cabeceras. En el noroeste de México, en Pima y Seri, también se establecieron zonas de misiones jesuitas.
En la historiografía se discute a menudo, qué tan independientes eran estas misiones del sistema colonial.
A este respecto se puede mencionar que las misiones jesuitas y las de otras órdenes religiosas estaban activas en zonas que no habían sido conquistadas u ocupadas por el gobierno colonial.
Un ejemplo son los dominicos que trabajaron en la zona del Orinoco, en la cual aún no había la presencia de un gobierno establecido.
Un ejemplo tangible del comportamiento ambivalente que se presentaba entre la colonización y las misiones religiosas es la vida de Bartolomé de las Casas. Él se formó como misionero católico bajo el imperio español, pero se convirtió en uno de los opositores más prominentes de la explotación de los indios.
Los jesuitas fueron una importante orden católica dentro del imperio colonial, y sirvió para tener una presencia dentro del poder. Es especialmente conocido su trabajo entre los iroqueses y Huron en Canadá. Dentro de los mártires más conocidos en esta área se encuentran Johannes de Brébeuf y siete compañeros cuya historia se relata en la película Black Robe.

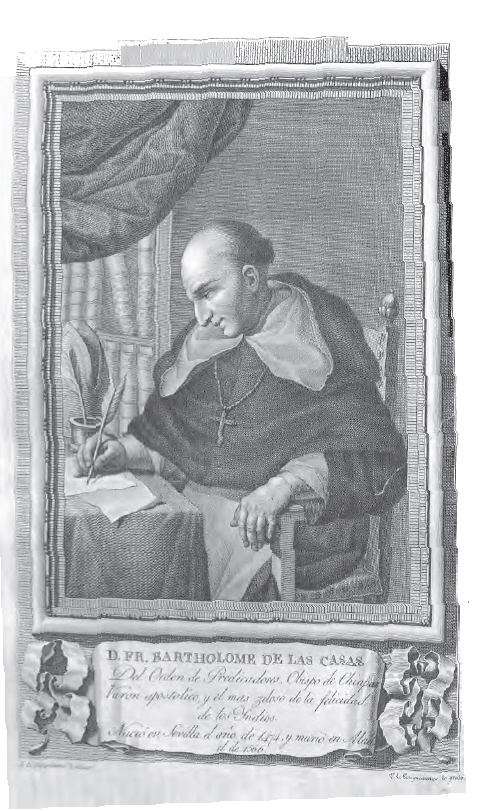
Bartolomé de las Casas

Además de las regiones de América en las cuales estuvieron presentes las misiones, la iglesia se extendió hacia las Filipinas. Un caso especial es la isla de Luzón, y también en Jolo, Mindanaound y Zebu estuvieron presentes las órdenes jesuitas, agustinas y las dominicanas.
En otras partes asiáticas los misioneros tuvieron poca suerte con la colonización religiosa.
Una zona importante de las misiones católicas fue en África durante el siglo IXX; además de los jesuitas, se instaló la Sociedad de los Misioneros de África (en latín, Missionarii Africae), conocida como Sociedad Misionera de los Padres Blancos.
En el oriente católico hubo, a partir del siglo XVI, una ola de misiones a través de diferentes órdenes religiosas, las cuales estaban activas desde Armenia hasta el Sudán; asimismo en el Líbano (jesuitas y franciscanos) como en Anatolia y hasta Irán. Estas órdenes fundaron en su mayoría escuelas (en1875 fundaron una universidad Saint Joseph en el actual Líbano) y hospitales. Como resultado de las misiones se puede observar una tendencia a la fundación de nuevas iglesias a causa de la separación de la iglesia Ortodoxa Oriental, por ejemplo la sirio-católica, la católica y la armenia-católica. Por otro lado, la Iglesia católica del oriente trató de latinizar a otras culturas, por ejemplo los Maronitas.

## La misión protestante a partir de 1600
En el año 1664 Justiniano de Welz dio a conocer numerosos escritos sobre el importante significado y la realización práctica de las misiones a escala global, aunque estos escritos fuero fuertemente criticados por los teólogos luteranos.
El movimiento de las misiones evangélicas empezó alrededor de finales 1705 y principios de 1706,  con la partida de Bartolomeo Ziegenbalg y otros misioneros hacia la India, a través de la misión Danes-Halle.
El trabajo de las misiones protestantes se enfocó más en zonas ya colonizadas (Gran Bretaña y Países Bajos). Sin embargo, las primeras potencias colonizadoras protestantes no mostraban tanto interés en la evangelización de los pueblos conquistados. 
A partir del siglo XVI, además de la colonización por parte de las potencias con el apoyo de comerciantes y soldados, las misiones fueron partícipes en algunos casos de la explotación, la subyugación, la destrucción de la cultura y la violación de los derechos humanos y la dignidad humana.
En el siglo XIX los británicos aprovecharon el trabajo en las misiones como un instrumento para el control de las colonias y como política estatal. De esta manera lograron la protección de sus comunidades por parte del Estado, hacia finales del siglo XVIII. Estas comunidades incluyen la Sociedad para la Propagación del Evangelio en el extranjero(SPG), la Sociedad Misionera de Londres , la Sociedad Misionera de la Iglesia, la Sociedad Misión escocesa en Alemania y la Sociedad Misionera de Berlín o La misión de Leipzig. 
Después de la expansión colonizadora, las zonas misioneras se encontraban en especial en África y la India. Hubo acuerdos entre las comunidades misioneras, los cuales permitieron a los misioneros alemanes entrar en colonias inglesas. Sin embargo, también las islas del Caribe, las Filipinas y China eran una meta de los misioneros durante esos siglos.